# Tovkacivka, Prîlukî
Tovkacivka (în ucraineană Товкачівка) este o comună în raionul Prîlukî, regiunea Cernihiv, Ucraina, formată numai din satul de reședință.

## Demografie
Componența lingvistică a comunei Tovkacivka
     Ucraineană (97,38%)
     Rusă (2,49%)
     Alte limbi (0,12%)
Conform recensământului din 2001, majoritatea populației comunei Tovkacivka era vorbitoare de ucraineană (97,38%), existând în minoritate și vorbitori de rusă (2,49%).